# 上司乡
上司乡是武乡县南部的一个乡。辖19村委会，有56自然村。1949年属五区：1953年设乡，后改公社，1984年在此设乡，是武乡主要水果产区之一，被称为“梨果之乡”。盛产梨、苹果、杏。水果加工业、木器加工业发达。乡内有榆长公路，中小学20所。乡人民政府所在地为上司，在城关镇南11公里。因司姓最初在此定居得名，境内有水果罐头、木器等厂。上司乡是武乡-上司公路终站。

## 行政区划
桥头溪乡下辖以下地区：
上司村、铺上村、小店村、蒋家庄村、下司村、圪针庄村、马家沟村、窑头村、李墁坡村、岭头村、郑峪村、胡家庄村和韩庄村。